# Jozo Šimunović
Jozo Šimunović (* 4. August 1994 in Zagreb) ist ein bosnisch-kroatischer Fußballspieler. Der Abwehrspieler spielte zuletzt für Celtic Glasgow in der Scottish Premiership. 

## Karriere

### Verein
Jozo Šimunović wurde im August 1994 während des Kroatienkriegs in Zagreb geboren. Im Alter von 12 Jahren kam er zu Dinamo Zagreb und spielte für den Verein bis zum Jahr 2013 im Juniorenbereich. Im März 2013 debütierte er als 18-Jähriger in der Profimannschaft im Spiel gegen NK Istra 1961. Unter Trainer Krunoslav Jurčić kam er bis zum Saisonende in zwei weiteren Ligaspielen zum Einsatz. Sein erstes Profitor erzielte der als Innenverteidiger eingesetzte Šimunović im zweiten der drei Spiele beim 5:0-Heimsieg gegen NK Zadar. Am Ende der Spielzeit stand der Gewinn der kroatischen Meisterschaft. In der darauf folgenden Saison 2013/14 kam er unter dem neuen Trainer Zoran Mamić in 23 Partien zum Einsatz und erzielte zwei Treffer. Dinamo gewann am Ende der Saison erneut die Meisterschaft mit elf Punkten Vorsprung auf HNK Rijeka. In der Saison 2014/15 gewann Šimunović mit Dinamo das Double aus Meisterschaft und Pokal; er absolvierte 20 Ligaspiele. Nachdem er zu Beginn der Spielzeit 2015/16 an den ersten sechs Spieltagen als Stammspieler zum Einsatz gekommen war, wechselte er  am 1. September 2015 zum schottischen Verein Celtic Glasgow. Šimunović ist damit der erste Kroate in der Vereinsgeschichte von Celtic. Er soll in Glasgow den an den FC Southampton veräußerten Virgil van Dijk in der Innenverteidigung ersetzen.

### Nationalmannschaft
Jozo Šimunović spielt seit 2008 international für Kroatien. Er begann seine Länderspielkarriere in der kroatischen U-14 Nationalmannschaft. Über die Jugendmannschaften der U-15, U-16, U-17, U-18 und der U-19, mit der er an der U-19-Europameisterschaft 2012 in Estland teilnahm, sowie der U-20 kam Šimunović ab dem Jahr 2013 auch in der U-21-Auswahl seines Heimatlandes zum Einsatz, in der er in einigen Spielen als Mannschaftskapitän auflief.

## Erfolge
mit Dinamo Zagreb:
- Kroatischer Meister: 2013, 2014, 2015
- Kroatischer Pokalsieger: 2015
- Kroatischer Supercupsieger: 2014

mit Celtic Glasgow:
- Schottischer Meister: 2016, 2017, 2018, 2019, 2020
- Schottischer Pokalsieger: 2017, 2018
- Schottischer Ligapokalsieger: 2017, 2018, 2019, 2020